# Омельчук, Катерина Владимировна
Катерина Владимировна Омельчук (17 марта 1982 г.), украинская художница, киевлянка, живописец, член Национального союза художников Украины.

## Образование
- 1992—2000 гг. государственная художественная средняя школа им. Т. Г. Шевченко. Живописный класс. Педагоги по живописи Юрий Евгеньевич Гончаренко, Татьяна Владимировна Давыдова.
- 1996—1998 гг. обучалась в студии  художественного дизайна при Киевском государственном университете культуры и искусств. Выдана общественная профессия — преподаватель художественного дизайна.
- 2000—2006 гг. училась в Национальной академии изобразительного искусства и архитектуры на факультете реставрации живописи.
- 2004 — Член молодёжного объединения при Киевском отделении Национального союза художников Украины.
- 2008 — Член Национального союза художников Украины.

В период всего обучения в Академии участвовала в творческих живописных пленэрах под руководством Г. М. Ягодкина и И. Ю. Мельничука, а также на протяжении 2004 года обучалась в пейзажной мастерской профессора В. И. Забашты.
Из педагогов особенно повлияли на становление творческой личности такие мастера живописи, как: Александр Петрович Шеремет, Генрих (Генадий) Николаевич Ягодкин, Наталья Вятчеславовна Зозуля, Василий Иванович Забашта и Игорь Юлианович Мельничук.

## Творческая деятельность
Принимает активное участие в конкурсах, форумах, творческих пленэрах, художественных акциях. Выставочная деятельность началась в 2000 году с открытия персональной выставки «Пейзажи», которая проходила в Дарницком районном культурно-художественном центре в городе Киеве. Многократный призер форума творческой молодёжи города Киева в номинации «Живопись, графика, скульптура» (2005—2008 гг.).
Участница свыше 40 всеукраинских, международных, персональных художественных выставок. Среди которых самые значительные:
- Художественная акция «Киевская сюита», организованной за счёт Гранта Президента Украины, НСХУ, г. Киев (2005).
- Международная выставка художников Украины и Италии «Под крылом Святого Архистратига Михаила», Киев — Рим (2006) .
- Международный художественный Львовский Осенний салон «Высокий Замок — 2008», Дворец Искусств, г. Львов.
- Всеукраинское триеннале «Живопись — 2007», организованное Национальным союзом художников Украины в г. Киеве (2007).
- «Украина от Триполья до современности» (2008), НСХУ, Киев.

## Работы художницы
Катерина работает в области станковой живописи в пейзаже, натюрморте, портрете, а также в стиле фигуративного символизма.
Произведения художницы находятся в частных коллекциях Украины, а также в Италии, Испании, Франции, Голландии, Канаде, США, Германии, Австралии, Новой Зеландии и т. д.

## Выставочная деятельность

### В 2000 году
- Персональная выставка «Пейзажи». Дарницкий районный культурно-выставочный центр, г. Киев.
- Участие в выставке «Родина». Дарницкий районный культурно-выставочный центр, г. Киев.
- Участница городского тура всеукраинского осмотра народного творчества. Киевская городская галерея «Лавра», г. Киев.
- Победитель районного конкурса «Талантливая Дарница» в рамках всеукраинского осмотра народного творчества по живописи. Дарницкий районный культурно-выставочный центр, г. Киев.

### В 2002 году
- Всеукраинская художественная выставка «Рождественская — 2002», НСХУ г. Киев.

### В 2003 году
- Всеукраинская художественная выставка НСХУ посвящённая Дню художника, г. Киев.
- Всеукраинская художественная выставка «Первоцветы весны», г. Черкассы.
- Персональная выставка «Рождество цвета» в галерее «НИЛ» г. Киев.
- Всеукраинская художественная выставка «Живописная Украина», г. Львов.
- Творческий пленэр, село Криворивня (руководитель Мельничук  И. Ю.).
- Всеукраинская художественная «Рождество — 2003», НСХУ г. Киев.

### В 2004 году
- Принимала участие в конкурсе им. Виктора Зарецкого, который проходил в НАОМА, г. Киев.
- Всеукраинская художественная выставка «Женщины Украины — художники», г. Киев.
- Персональная выставка «Горизонты» в галерее «Дом Мыколы» г. Киев.
- Всеукраинская художественная выставка «Живописная Украина», г. Севастополь.
- Творческий пленэр, село Ясенов (руководитель Мельничук  И. Ю.).
- Персональная выставка «Горизонты — 2», национальная библиотека Украины им. В. И. Вернадского, г. Киев.

### В 2005 году
- Участница художественной акции «Киевская сюита» — Грант президента Украины 2005 года, НСХУ г. Киев.
- Заняла второе место в Форуме творческой молодёжи города Киева в номинации «Живопись, графика, скульптура».

### В 2006 году
- Принимала участие в выставке «Точка с запятой» (в рамках всеукраинского проекта «Art-Территория»), Черниговский областной художественный музей.
- Совместная выставка живописи «Город на двоих» в галерее Киевского университета им. Тараса Шевченка, г. Киев.
- Международная выставка художников Украины и Италии «Под крылом Святого Архистратига Михаила», г. Киев.
- Международная выставка художников Украины и Италии «Под крылом Святого Архистратига Михаила», г. Рим.
- Заняла третье место в Форуме творческой молодёжи города Киева в номинации «Живопись, графика, скульптура».

### В 2007 году
- Всеукраинская выставка пейзажа «Мемориал А. И. Куинджи», Центр современного искусства и культуры имени А. И. Куинджи, г. Мариуполь.
- Всеукраинское Триеннале «Живопись — 2007», НСХУ г. Киев.
- Всеукраинская художественная выставка «Женщины Украины — художники», г. Киев.
- Всеукраинская художественная выставка, посвящённая Дню художника, НСХУ г. Киев.
- Заняла первое место в Форуме творческой молодёжи города Киева в номинации «Живопись, графика, скульптура».
- Всеукраинская художественная «Рождество — 2007», НСХУ г. Киев.

### В 2008 году
- Всеукраинская художественная выставка «Украина от Триполья до Современности», НСХУ г. Киев.
- Участница выставки «Рыбный день — VIII», галерея «Ирэна», Киев.
- Участница первого Киевского Аукциона живописи, галерея «Лавра», г. Киев.
- Участница конкурса живописи «ДЕ РИБАС» организованным посольством Испании, галерея «Совиарт», г. Киев.
- Персональная выставка живописи «Параллели», галерея «Маэстро», г. Харьков.
- Международный художественный Львовский Осенний салон «Высокий Замок-2008», Дворец Искусств, г. Львов.
- Первое место в Форуме творческой молодёжи города Киева в номинации «Живопись, графика, скульптура», галерея «Ра».